# Rosa calyptopoda
Rosa calyptopoda — вид рослин з родини розових (Rosaceae); поширений у Китаї.

## Опис
Кущ заввишки 1–2 м. Гілочки пурпурно-коричневі, злегка зігнуті, міцні, голі; колючки розсіяні, до 1 см, трохи опухлі біля основи. Листки включно з ніжкою 1.5–4 см; прилистки в основному прилягають до ніжки, вільні частини довгасті, край залозисто-запушений, верхівка коротко загострена; ребро й ніжка залозисто-запушені, рідко коротко колючі; листочків зазвичай 5, рідше 7 або 3, ± округлі або широко зворотно-яйцеподібні, 4–8 × 3–7 мм, знизу рідко запушені вздовж жилок, зверху голі, основа широко клиноподібна, рідко ± округла, край гостро пилчастий у верхній частині, біля основи цілий, верхівка усічена. Квітка поодинока, 2–2.5 см у діаметрі; квітконіжка коротка або майже відсутня; приквітків 3–5, яйцюваті; чашолистків 5, яйцюваті; пелюстків 5, рожеві, обернено-серцеподібні. Плоди червоно-коричневі, ± кулясті, 6–8 мм у діаметрі, з малопомітною шийкою на верхівці, зі стійкими чашолистиками.
Період цвітіння: травень — червень. Період плодоношення: липень — вересень.

## Поширення
Ендемік західної Сичуані, Китай.
Населяє чагарники; на висотах 1600–1800 м.